# 城下麗奈
城下 麗奈（じょうした れな、1986年4月2日 - ）は、日本の元陸上競技選手。専門は100メートルハードル。所属事務所はベンヌ。

## 人物
横浜清風高等学校卒業後、青山学院大学に進学。大学卒業とともに引退して装飾関係に就職する予定だったが、好記録が出たため1年留年した後、就職せず非正規雇用の状態で競技を続けていた。
現役時代には日本人アスリートとしては珍しくへそピアスをして試合に出場していた。また、「足が長く見える」という理由でハイレグブルマーを着用した。
2010年の日本陸上競技選手権大会で2位となり、同年のアジア大会の代表に選ばれるが、その決勝で転倒し大怪我をしてしまう。結局、その時の怪我が思うように回復せず、2013年に引退を表明。合わせて結婚も発表。その後第1子を出産。
2013年9月18日にタレントに転向し、芸能活動を開始することを発表した。
同じ陸上選手の弟（城下孝広）と妹（城下阿李奈）がいる。弟の専門は走高跳。妹は元々は短距離だったが、後に姉と同じ100mハードルに転向し、2011年神奈川県選手権で準優勝、姉妹1・2フィニッシュを果たしている。

## 自己ベスト
- 100mハードル - 13秒25 （2010年6月5日）